# لاري مكدونالد
لاري مكدونالد (بالإنجليزية: Larry McDonald)‏ هو ضابط وطبيب مسالك بولية وسياسي أمريكي، ولد في 1 أبريل 1935 في أتلانتا في الولايات المتحدة، وتوفي في 1 سبتمبر 1983 في سخالين في روسيا بسبب الخطوط الجوية الكورية رحلة 007. حزبياً، نشط في الحزب الديمقراطي. وقد انتخب عضو مجلس النواب الأمريكي.